# Dubravci (Kanfanar)
 Dubravci  (olaszul: Dobrava) falu Horvátországban, Isztria megyében. Közigazgatásilag Kanfanarhoz tartozik.

## Fekvése
Az Isztria középső részén, Rovinjtól 16 km-re északkeletre, községközpontjától 3 km-re északnyugatra fekszik.

## Története
A település létrejötte azzal a népesség vándorlással van kapcsolatban, amikor a 16. század végén és a 17. század elején a török elől Dalmáciából nagy számú horvát menekült érkezett az Isztriára. Dvigrad várának uradalmához tartozott. A településnek 1880-ban 33, 1910-ben 47 lakosa volt. Az első világháború után a rapallói szerződés értelmében Isztria az Olasz Királysághoz került. A második világháború után Jugoszlávia része lett. Jugoszlávia felbomlása után 1991-ben a független Horvátország része lett. 2011-ben a falunak 8 lakosa volt.

## Lakosság
| Lakosság változása | Lakosság változása | Lakosság változása | Lakosság változása | Lakosság változása | Lakosság változása | Lakosság változása | Lakosság változása | Lakosság változása | Lakosság változása | Lakosság változása | Lakosság változása | Lakosság változása | Lakosság változása | Lakosság változása | Lakosság változása |
| ------------------ | ------------------ | ------------------ | ------------------ | ------------------ | ------------------ | ------------------ | ------------------ | ------------------ | ------------------ | ------------------ | ------------------ | ------------------ | ------------------ | ------------------ | ------------------ |
| 1857               | 1869               | 1880               | 1890               | 1900               | 1910               | 1921               | 1931               | 1948               | 1953               | 1961               | 1971               | 1981               | 1991               | 2001               | 2011               |
| 0                  | 0                  | 33                 | 38                 | 58                 | 47                 | 0                  | 0                  | 43                 | 31                 | 15                 | 23                 | 26                 | 13                 | 10                 | 8                  |